# 1889 års kanunname
1889 års kanunname var en kanunname (lagkod) utfärdad av sultan Abdul Hamid II i Osmanska riket 30 december 1889. 
Den infördes tack vare brittiska diplomatiska påtryckningar. Koden sammanfattade de tidigare dekreten mot slaveri och slavhandel som hade utgetts 1830-1889, men som inte hade tillämpats. Lagen förbjöd införsel och handel med afrikanska slavar. Till skillnad från de tidigare var denna lag inte ett dekret utan en verklig lagkod, som också introducerade straff för lagbrytare. Det var också den första lagen mot slavhandel som tillämpades och började få reell effekt, även om slavhandel fortsatte Osmanska rikets tid ut. 

## Bakgrund
Lagen var en fortsättning av en lång historia av västerländska påtryckningar på Osmanska riket att förbjuda slaveri och slavhandel. Anglo-Ottoman Convention of 1880 hade gett britterna rätt att undersöka alla misstänkta slavskepp i osmanska vatten. 1882 lade britterna fram ett memorandum som förslag på en ny anti-slaveri-lag. 1883 lades ytterligare ett förslag fram. 
Genom ett firman (dekret) 1887 förklarades slaveriet inte längre ha något legal grund i Osmanska riket, i engelsk översättning: "The Imperial government not officially recognizing the state of slavery, considers by law every person living in the empire to be free". 
Slaveri hade därmed formellt inte längre någon laglig grund i riket. Detta har tolkats som slaveriets formella avskaffande i Osmanska riket.  
Detta avskaffande var dock nominellt, och slavhandel och slaveri fortsatte. 

## Lagen
När den stora antislaverikonferensen i Bryssel närmade sig 1889, tog brittiska Foreign Office tillfället i akt att utöva press på osmanska myndigheter eftersom de annars skulle utsättas för kritik på konferensen för att inte ha uppfyllt villkoren i Anglo-Ottoman Convention of 1880: i oktober 1889 lade britterna fram ett memorandum för Porte, som var det gamla lagförslaget från 1883, med argumentet att det skulle vinna den europeiska opinionen.
Efter brittiska påtryckningar utfärdade sultan Abdul Hamid II en lag mot handeln med afrikanska slavar 30 december 1889. 
Den bestod av tio artiklar som summerade och sammanfattade de tidigare ferman (dekret) kring avskaffande av slaveri och slavhandel som tidigare utfärdats. Ett viktigt tillägg var en laglig procedur för undersökning och beslagtagande och ett straff på fem osmanska lira för slavhandlare.
Lagen var i praktiken en kopia av det brittiska förslaget från 1883, men den introducerade inget straff för försäljning av slavar inom riket, vilket gjorde att britterna såg den som tandlös.

## Efterspel
År 1890 signerade Osmanska riket den internationella antislavhandelsakten i Bryssel, Brussels Conference Act of 1890. Denna ålade Osmanska riket att frige alla slavar som införts olagligt i riket, och gav alla diplomatiska representanter och konsulat från andra signaturländer rätten att frige eller kräva frigivningen av alla medborgare som införts som slavar i riket sedan 1889; denna akt trädde i kraft 1892. 
Detta innebar att all slavhandel i Osmanska riket formellt var avskaffat. Till skillnad från de tidigare dekreten mot slavhandel, gjorde de osmanska myndigheterna reella försök att tillämpa 1889 års lag, och slavhandeln började minska från 1890-talet och framåt, även om den förekom till rikets upplösning.
När slaveriet formellt avskaffades fortsatte tidigare husslavar att arbeta som tjänare. De kunde dock avskedas lättare, vilket skapade en klass av fria tjänare. Den arbetsförmedling som skapades 1908, Hizmetçi İdaresi, beskrivs dock i praktiken som en slavmarknad.